# Страшилището на Малибу
„Страшилището на Малибу“ (на английски: Malibu's Most Wanted) е американска комедия от 2003 г. с участието на Джейми Кенеди, Тей Дигс, Антъни Андерсън, Блеър Ъндърууд, Реджина Хол, Деймиън Данте Уейънс, Райън О'Нийл и Снуп Дог.